# FIBA World Cup All-Tournament Teams
Il FIBA World Cup All-Tournament Teams è il riconoscimento che la FIBA conferisce a ogni edizione dei Mondiali di pallacanestro ai migliori giocatori che si sono distinti nel corso del torneo.

## Vincitori

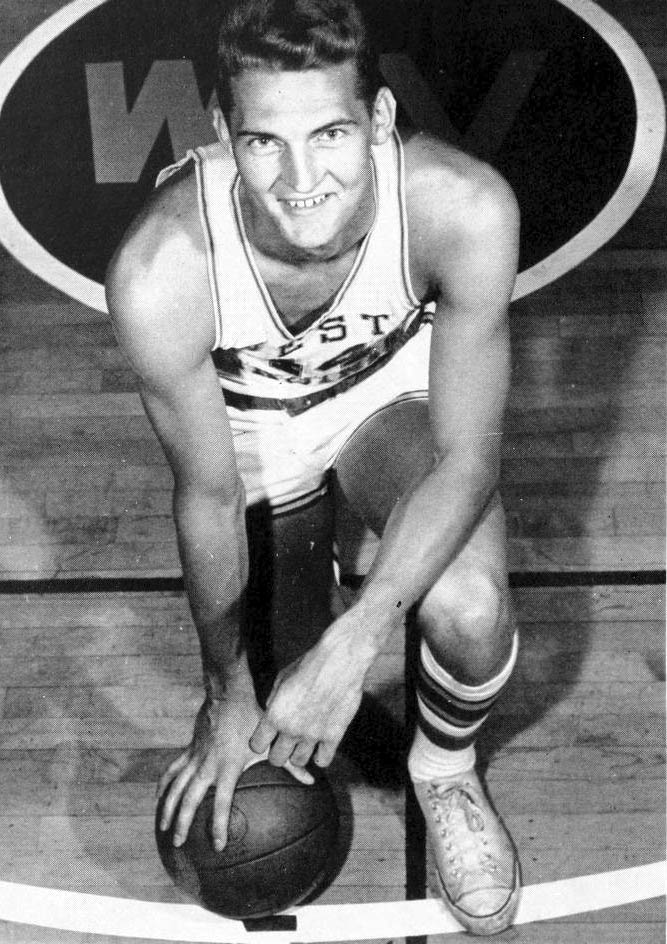
Jerry West, inserito tra i migliori nel 1959

Krešimir Ćosić, inserito due volte nel miglior quintetto

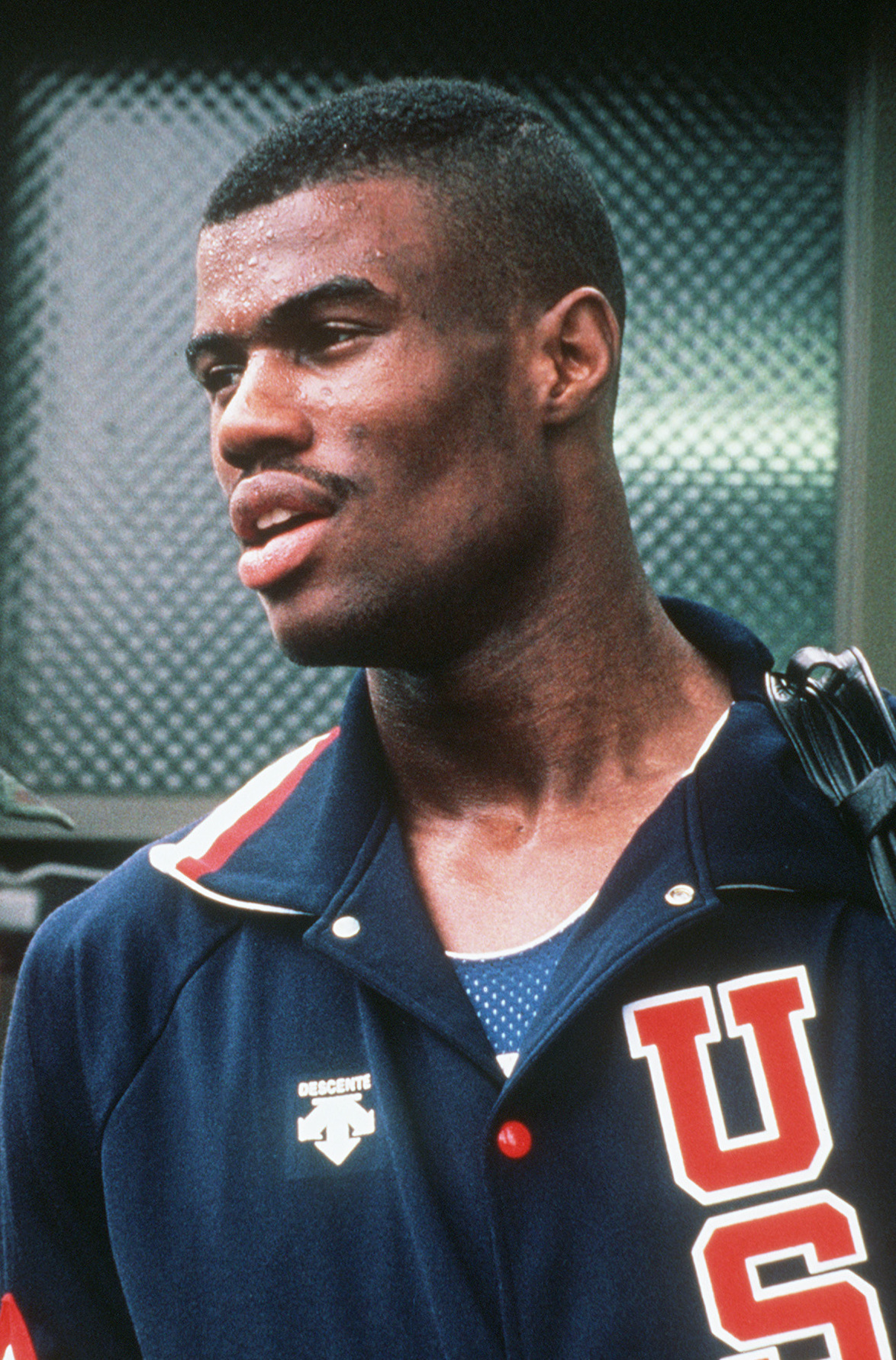
David Robinson, inserito tra i migliori nel 1986

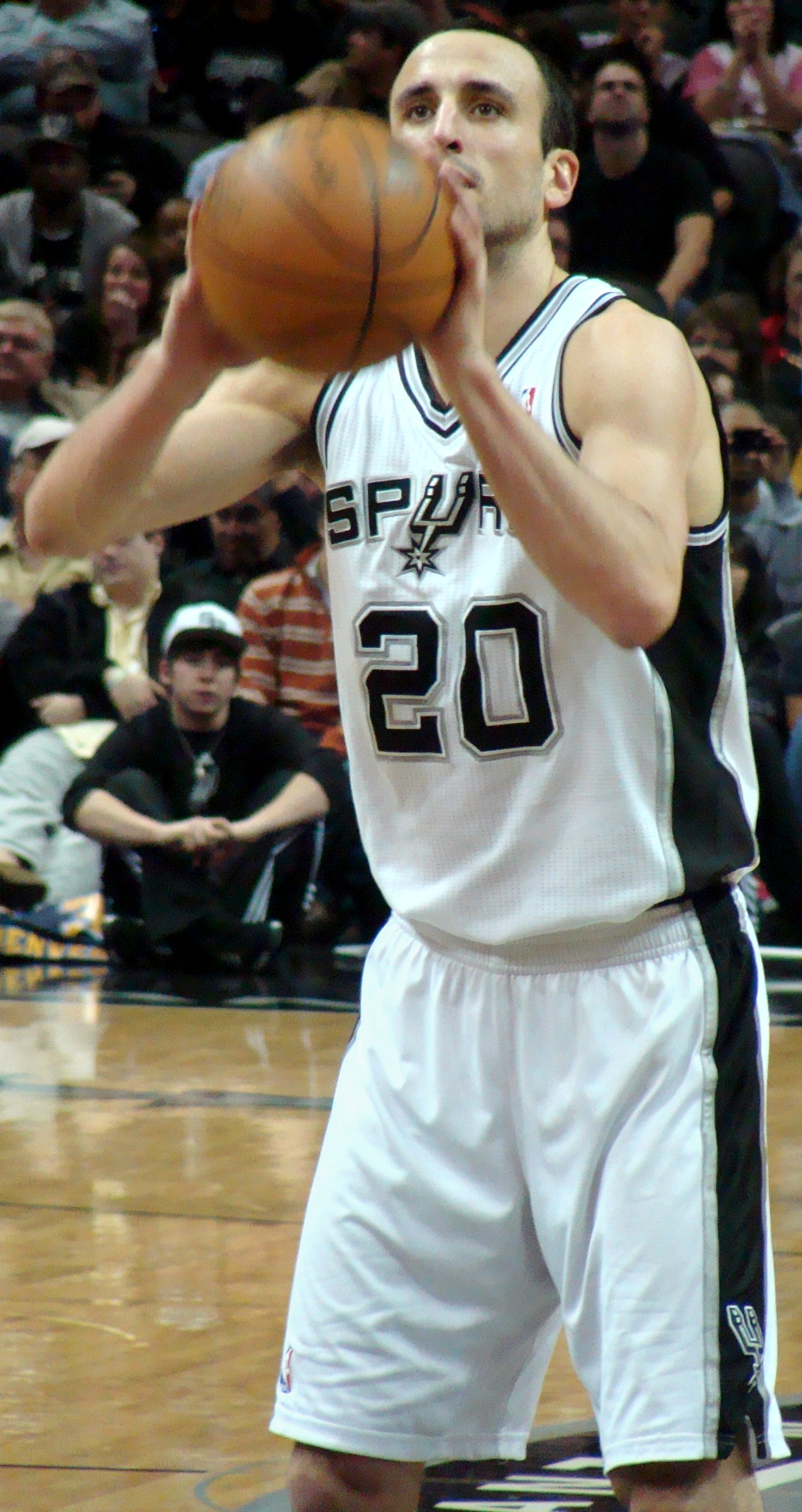
Manu Ginóbili, inserito due volte nel miglior quintetto

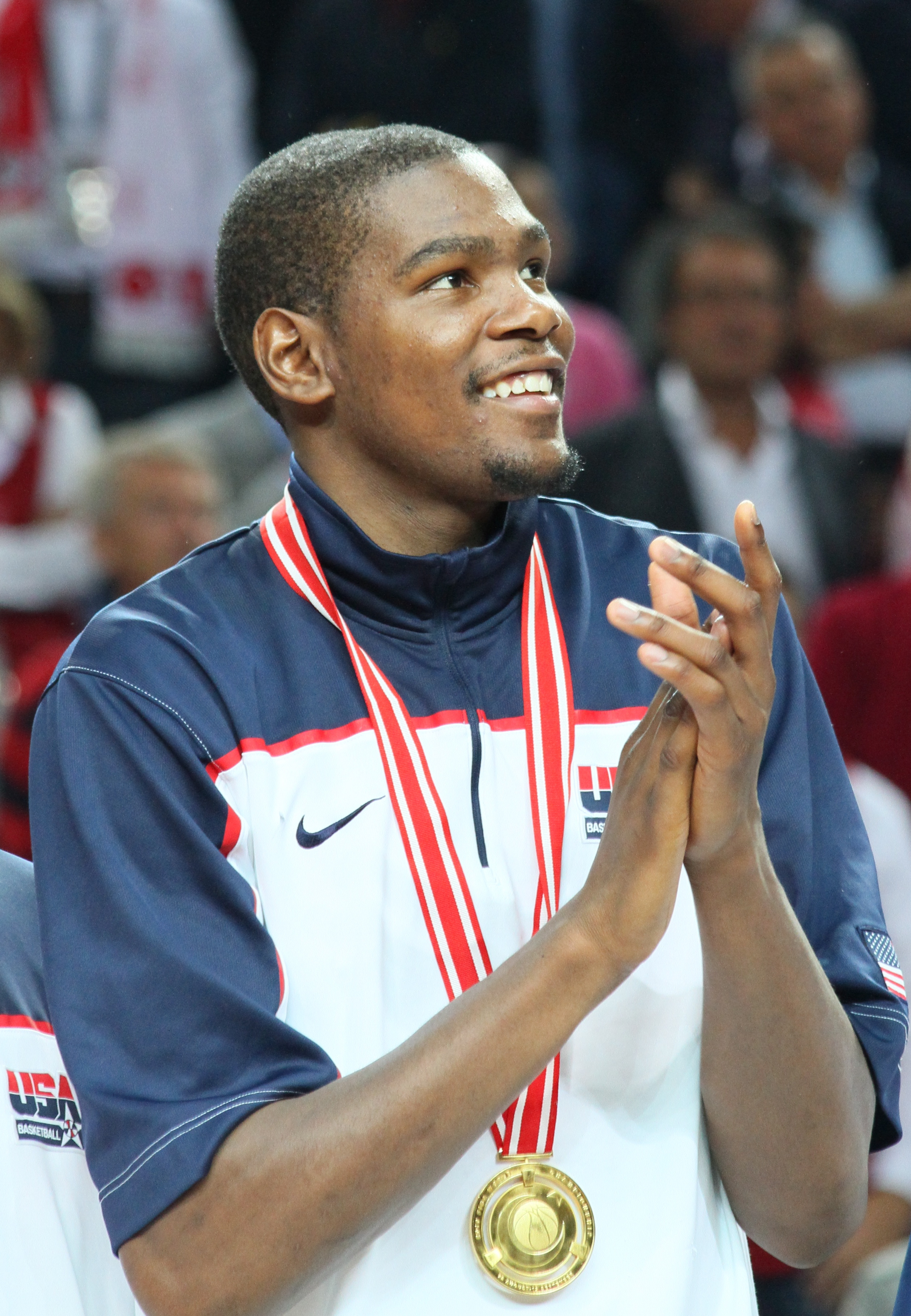
Kevin Durant, inserito tra i migliori nel 2010

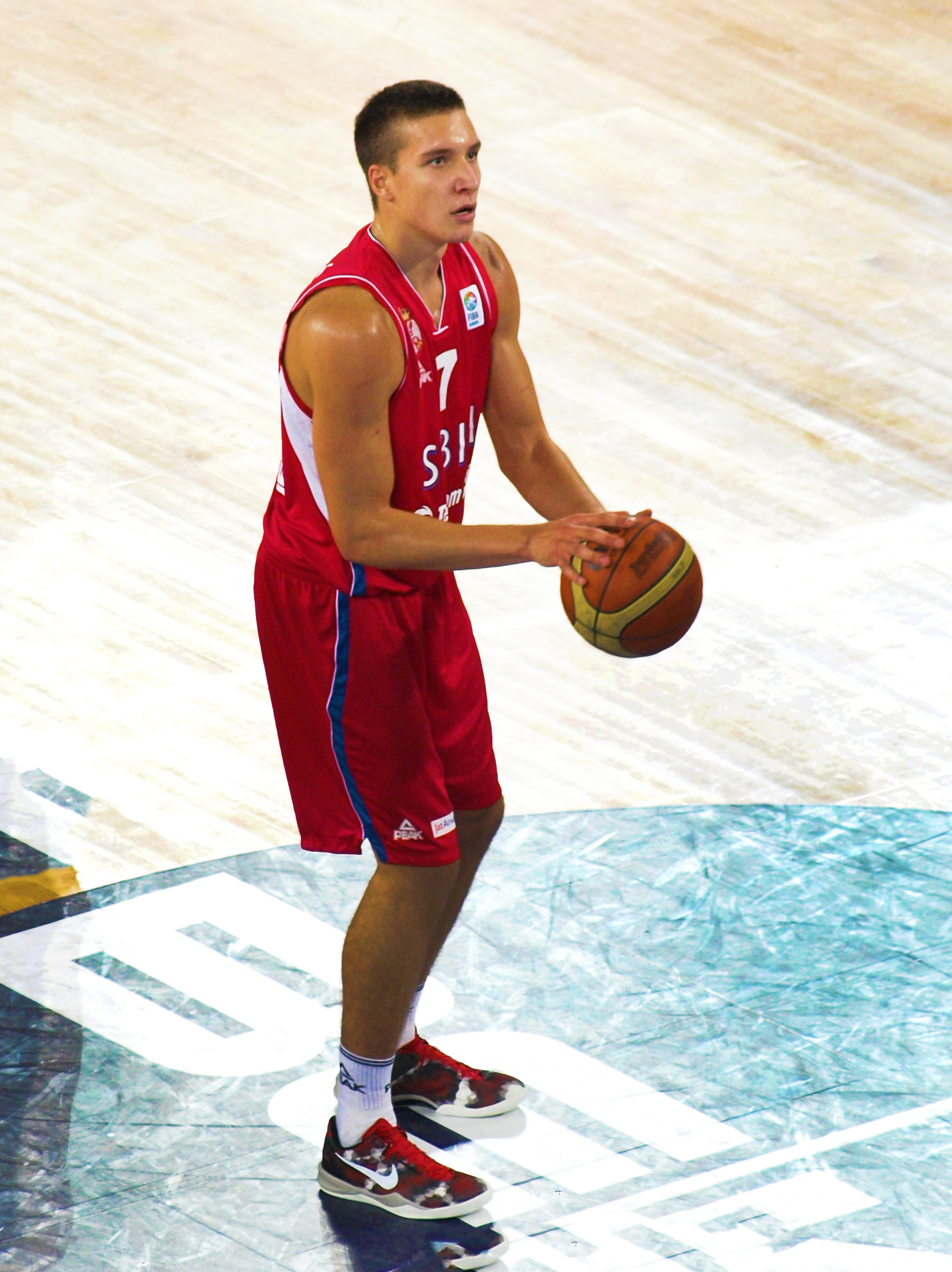
Bogdan Bogdanović, inserito due volte nel miglior quintetto

| Grassetto | MVP del torneo |

| Anno | Primo quintetto            | Primo quintetto  | Secondo quintetto | Secondo quintetto |
| Anno | Giocatore                  | Nazionale        | Giocatore         | Nazionale         |
| ---- | -------------------------- | ---------------- | ----------------- | ----------------- |
| 1950 | Óscar Furlong              | Argentina        |                   |                   |
| 1950 | John Stanich               | Stati Uniti      |                   |                   |
| 1950 | Rufino Bernedo             | Cile             |                   |                   |
| 1950 | Álvaro Salvadores          | Spagna           |                   |                   |
| 1950 | Ricardo Primitivo González | Argentina        |                   |                   |
| 1954 | Carlos Loyzaga             | Filippine        |                   |                   |
| 1954 | Kirby Minter               | Stati Uniti      |                   |                   |
| 1954 | Óscar Moglia               | Uruguay          |                   |                   |
| 1954 | Algodão                    | Brasile          |                   |                   |
| 1954 | Wlamir                     | Brasile          |                   |                   |
| 1959 | Juan Vicéns                | Porto Rico       |                   |                   |
| 1959 | Oscar Robertson            | Stati Uniti      |                   |                   |
| 1959 | Jerry West                 | Stati Uniti      |                   |                   |
| 1959 | Amaury                     | Brasile          |                   |                   |
| 1959 | Juan Ramón Báez            | Porto Rico       |                   |                   |
| 1963 | Amaury (2)                 | Brasile          |                   |                   |
| 1963 | Wlamir (2)                 | Brasile          |                   |                   |
| 1963 | Aleksandr Petrov           | Unione Sovietica |                   |                   |
| 1963 | Don Kojis                  | Stati Uniti      |                   |                   |
| 1963 | Maxime Dorigo              | Francia          |                   |                   |
| 1967 | Radivoj Korać              | Jugoslavia       |                   |                   |
| 1967 | Ivo Daneu                  | Jugoslavia       |                   |                   |
| 1967 | Mieczysław Łopatka         | Polonia          |                   |                   |
| 1967 | Modestas Paulauskas        | Unione Sovietica |                   |                   |
| 1967 | Luiz Cláudio Menon         | Brasile          |                   |                   |
| 1970 | Krešimir Ćosić             | Jugoslavia       |                   |                   |
| 1970 | Sergej Belov               | Unione Sovietica |                   |                   |
| 1970 | Modestas Paulauskas (2)    | Unione Sovietica |                   |                   |
| 1970 | Bira                       | Brasile          |                   |                   |
| 1970 | Kenny Washington           | Stati Uniti      |                   |                   |
| 1974 | Aleksandr Belov            | Unione Sovietica |                   |                   |
| 1974 | Vinko Jelovac              | Jugoslavia       |                   |                   |
| 1974 | Wayne Brabender            | Spagna           |                   |                   |
| 1974 | Alejandro Urgellés         | Cuba             |                   |                   |
| 1974 | Aleksandr Sal'nikov        | Unione Sovietica |                   |                   |
| 1978 | Krešimir Ćosić (2)         | Jugoslavia       |                   |                   |
| 1978 | Dragan Kićanović           | Jugoslavia       |                   |                   |
| 1978 | Dražen Dalipagić           | Jugoslavia       |                   |                   |
| 1978 | Oscar Schmidt              | Brasile          |                   |                   |
| 1978 | Volodymyr Tkačenko         | Unione Sovietica |                   |                   |
| 1982 | Doc Rivers                 | Stati Uniti      |                   |                   |
| 1982 | Dragan Kićanović (2)       | Jugoslavia       |                   |                   |
| 1982 | Juan Antonio San Epifanio  | Spagna           |                   |                   |
| 1982 | Volodymyr Tkačenko (2)     | Unione Sovietica |                   |                   |
| 1982 | Anatolij Myškin            | Unione Sovietica |                   |                   |
| 1986 | Oscar Schmidt (2)          | Brasile          |                   |                   |
| 1986 | Dražen Petrović            | Jugoslavia       |                   |                   |
| 1986 | David Robinson             | Stati Uniti      |                   |                   |
| 1986 | Valerij Tichonenko         | Unione Sovietica |                   |                   |
| 1986 | Arvydas Sabonis            | Unione Sovietica |                   |                   |
| 1990 | Oscar Schmidt (3)          | Brasile          |                   |                   |
| 1990 | Toni Kukoč                 | Jugoslavia       |                   |                   |
| 1990 | Vlade Divac                | Jugoslavia       |                   |                   |
| 1990 | Kenny Anderson             | Stati Uniti      |                   |                   |
| 1990 | Federico López             | Porto Rico       |                   |                   |
| 1994 | Sergej Bazarevič           | Russia           |                   |                   |
| 1994 | Reggie Miller              | Stati Uniti      |                   |                   |
| 1994 | Shawn Kemp                 | Stati Uniti      |                   |                   |
| 1994 | Dino Rađa                  | Croazia          |                   |                   |
| 1994 | Shaquille O'Neal           | Stati Uniti      |                   |                   |
| 1998 | Vasilij Karasëv            | Russia           |                   |                   |
| 1998 | Alberto Herreros           | Spagna           |                   |                   |
| 1998 | Dejan Bodiroga             | Jugoslavia       |                   |                   |
| 1998 | Gregor Fučka               | Italia           |                   |                   |
| 1998 | Željko Rebrača             | Jugoslavia       |                   |                   |
| 2002 | Emanuel Ginóbili           | Argentina        |                   |                   |
| 2002 | Predrag Stojaković         | Jugoslavia       |                   |                   |
| 2002 | Pero Cameron               | Nuova Zelanda    |                   |                   |
| 2002 | Dirk Nowitzki              | Germania         |                   |                   |
| 2002 | Yao Ming                   | Cina             |                   |                   |
| 2006 | Theodōros Papaloukas       | Grecia           |                   |                   |
| 2006 | Emanuel Ginóbili (2)       | Argentina        |                   |                   |
| 2006 | Carmelo Anthony            | Stati Uniti      |                   |                   |
| 2006 | Jorge Garbajosa            | Spagna           |                   |                   |
| 2006 | Pau Gasol                  | Spagna           |                   |                   |
| 2010 | Miloš Teodosić             | Serbia           |                   |                   |
| 2010 | Hidayet Türkoğlu           | Turchia          |                   |                   |
| 2010 | Kevin Durant               | Stati Uniti      |                   |                   |
| 2010 | Linas Kleiza               | Lituania         |                   |                   |
| 2010 | Luis Scola                 | Argentina        |                   |                   |
| 2014 | Miloš Teodosić (2)         | Serbia           |                   |                   |
| 2014 | Kyrie Irving               | Stati Uniti      |                   |                   |
| 2014 | Nicolas Batum              | Francia          |                   |                   |
| 2014 | Pau Gasol (2)              | Spagna           |                   |                   |
| 2014 | Kenneth Faried             | Stati Uniti      |                   |                   |
| 2019 | Bogdan Bogdanović          | Serbia           |                   |                   |
| 2019 | Evan Fournier              | Francia          |                   |                   |
| 2019 | Ricky Rubio                | Spagna           |                   |                   |
| 2019 | Marc Gasol                 | Spagna           |                   |                   |
| 2019 | Luis Scola (2)             | Argentina        |                   |                   |
| 2023 | Dennis Schröder            | Germania         | Artūrs Žagars     | Lettonia          |
| 2023 | Shai Gilgeous-Alexander    | Canada           | Franz Wagner      | Germania          |
| 2023 | Anthony Edwards            | Stati Uniti      | Simone Fontecchio | Italia            |
| 2023 | Bogdan Bogdanović (2)      | Serbia           | Jonas Valančiūnas | Lituania          |
| 2023 | Luka Dončić                | Slovenia         | Nikola Milutinov  | Serbia            |

## Giocatori inseriti più volte nel quintetto ideale
| Inclusioni | Giocatore                        |
| ---------- | -------------------------------- |
| 3          | Oscar Schmidt (1978, 1986, 1990) |
| 2          | Wlamir (1954, 1963)              |
| 2          | Amaury (1959, 1963)              |
| 2          | Modestas Paulauskas (1967, 1970) |
| 2          | Krešimir Ćosić (1970, 1978)      |
| 2          | Volodymyr Tkačenko (1978, 1982)  |
| 2          | Dragan Kićanović (1978, 1982)    |
| 2          | Emanuel Ginóbili (2002, 2006)    |
| 2          | Pau Gasol (2006, 2014)           |
| 2          | Miloš Teodosić (2010, 2014)      |
| 2          | Luis Scola (2010, 2019)          |
| 2          | Bogdan Bogdanović (2019, 2023)   |